# Iowa Falls
Iowa Falls és una població dels Estats Units a l'estat d'Iowa. Segons el cens del 2000 tenia 5.193 habitants.

## Demografia
Segons el cens del 2000, Iowa Falls tenia 5.193 habitants, 2.215 habitatges, i 1.331 famílies. La densitat de població era de 402,6 habitants/km².
Dels 2.215 habitatges en un 25,4% hi vivien nens de menys de 18 anys, en un 48,9% hi vivien parelles casades, en un 8,3% dones solteres, i en un 39,9% no eren unitats familiars. En el 34,6% dels habitatges hi vivien persones soles el 18,5% de les quals corresponia a persones de 65 anys o més que vivien soles. El nombre mitjà de persones vivint en cada habitatge era de 2,19 i el nombre mitjà de persones que vivien en cada família era de 2,81.
Per edats la població es repartia de la següent manera: un 20,3% tenia menys de 18 anys, un 13% entre 18 i 24, un 22,2% entre 25 i 44, un 21,5% de 45 a 60 i un 23,1% 65 anys o més.
L'edat mediana era de 41 anys. Per cada 100 dones de 18 o més anys hi havia 85 homes.
La renda mediana per habitatge era de 32.141 $ i la renda mediana per família de 42.279 $. Els homes tenien una renda mediana de 31.216 $ mentre que les dones 21.004 $. La renda per capita de la població era de 18.330 $. Entorn del 7,1% de les famílies i el 10% de la població estaven per davall del llindar de pobresa.

## Poblacions més properes
El següent diagrama mostra les poblacions més properes.